# Галька
Галька — мелкий окатыш, камешек, окатанный в разной степени. Обломки природных камней горных пород диаметром от одного до 10 сантиметров.

## Описание

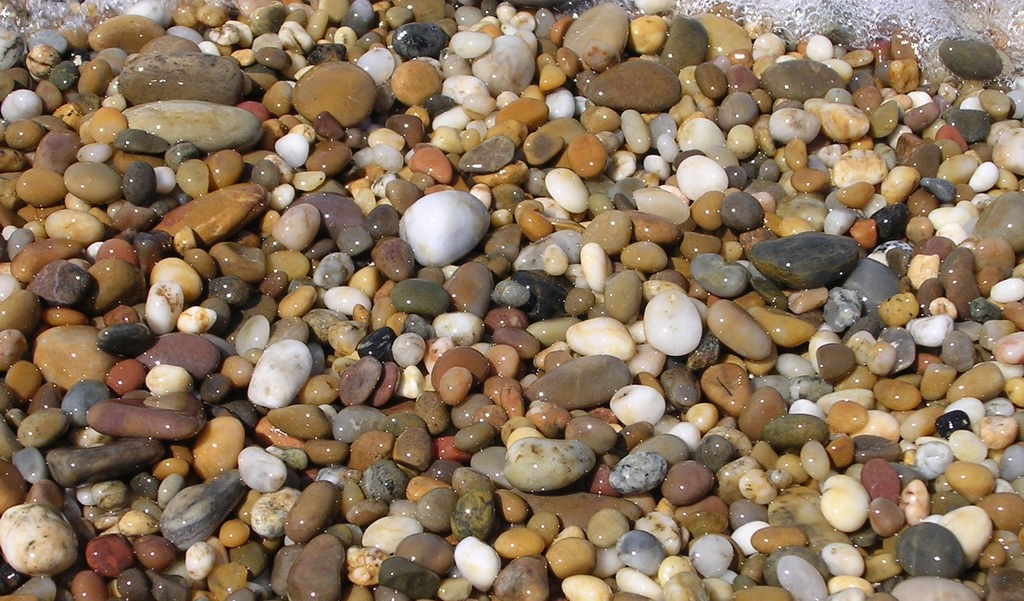
Морская галька.

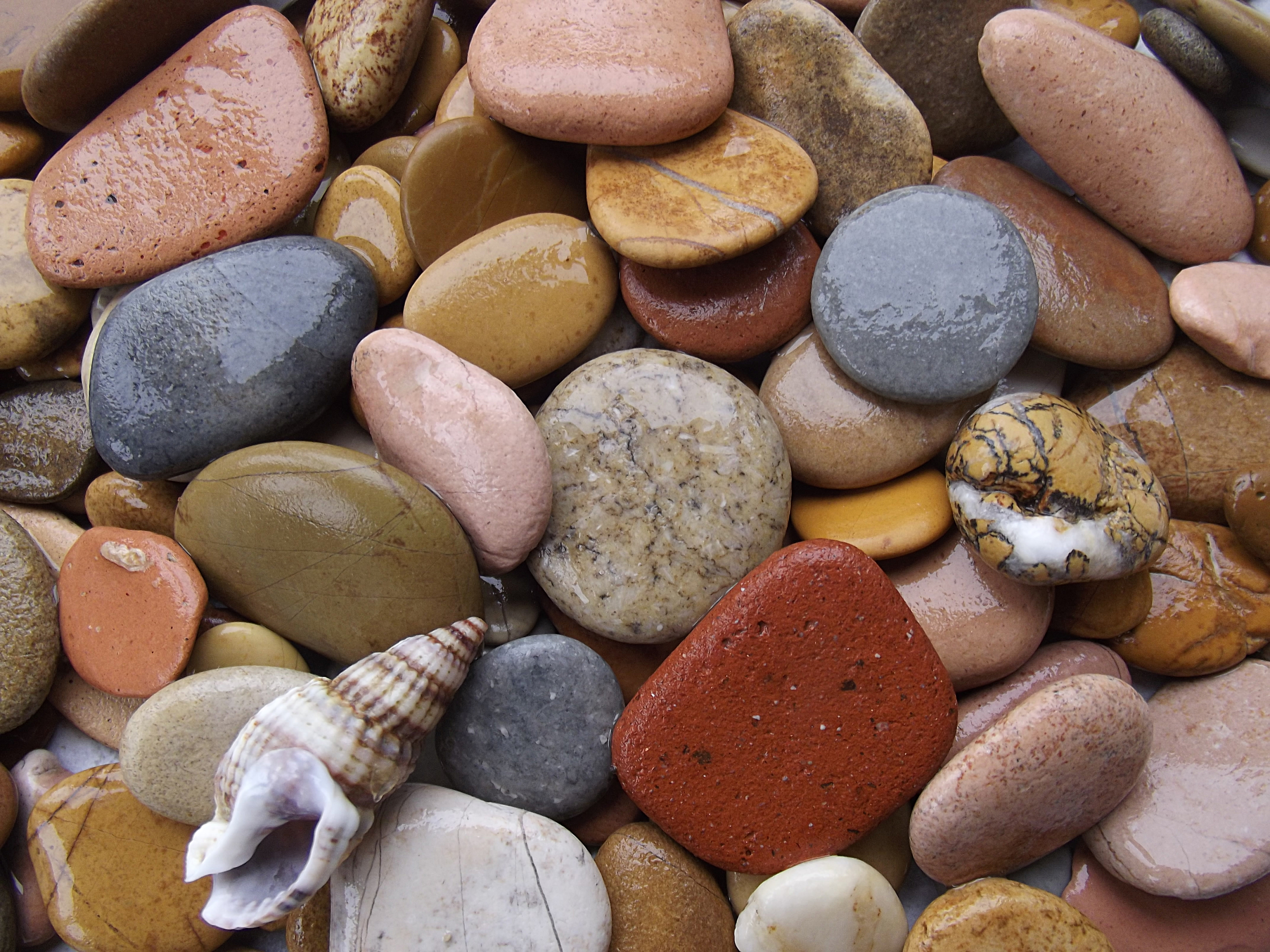
Галька на берегу пляжа Ривьера дель Конеро, Анкона, Италия.

Пласт или куча галек — Га́лечник. Более крупные окатанные осколки называют (в порядке возрастания): окатышами, кругляшами, булыжниками, голышами и валунами.
Окатывание остроугольных обломков происходит за счёт бесчисленных соударений обломков между собой в процессе перекатывания по дну реки или под воздействием волн прибоя. Морская галька обычно имеет более плоскую форму, чем речная. По величине гальки разделяются на мелкие (1—2,5 см), средние (2,5—5 см) и крупные (5—10 см).
Галька употребляется главным образом в дорожном строительстве, отсыпке морских пляжей, а также в декоративных целях.
Плоская или круглая форма гальки зависит, прежде всего, от структурно-текстурных особенностей породы, степени её изотропности и так далее.

### Классификация
По происхождению гальку делят на следующие виды:
- русловая галька
- прибережная (пляжная) галька.

По месту её нахождения:
- морская
- речная
- ледниковая
- и другие.